# TPD52
TPD52 (англ. Tumor protein D52) – білок, який кодується однойменним геном, розташованим у людей на короткому плечі 8-ї хромосоми. Довжина поліпептидного ланцюга білка становить 224 амінокислот, а молекулярна маса — 24 327.
| 10         |  | 20         |  | 30         |  | 40         |  | 50         |
| ---------- |  | ---------- |  | ---------- |  | ---------- |  | ---------- |
| MDCREMDLYE |  | DYQSPFDFDA |  | GVNKSYLYLS |  | PSGNSSPPGS |  | PTLQKFGLLR |
| TDPVPEEGED |  | VAATISATET |  | LSEEEQEELR |  | RELAKVEEEI |  | QTLSQVLAAK |
| EKHLAEIKRK |  | LGINSLQELK |  | QNIAKGWQDV |  | TATSAYKKTS |  | ETLSQAGQKA |
| SAAFSSVGSV |  | ITKKLEDVKN |  | SPTFKSFEEK |  | VENLKSKVGG |  | TKPAGGDFGE |
| VLNSAANASA |  | TTTEPLPEKT |  | QESL       |  |            |  |            |

A: Аланін

C: Цистеїн

D: Аспарагінова кислота

E: Глутамінова кислота

F: Фенілаланін

G: Гліцин

H: Гістидин

I: Ізолейцин

K: Лізин

L: Лейцин

M: Метіонін

N: Аспарагін

P: Пролін

Q: Глутамін

R: Аргінін

S: Серин

T: Треонін

V: Валін

W: Триптофан

Кодований геном білок за функцією належить до фосфопротеїнів. 
Задіяний у такому біологічному процесі, як альтернативний сплайсинг. 